# Medusa
Medusa — платформа для создания высокопроизводительных асинхронных серверов на языке программирования Python, созданная Сэмом Рашингом с помощью библиотеки asyncore.py.
В состав входят встроенные веб- и FTP-серверы.

## Пример программы
Пример простого web-сервера:
```
import
 
asyncore

from
 
medusa
 
import
 
http_server

server
=
http_server
.
http_server
(
ip
=
'localhost'
,
 
port
=
8080
)

asyncore
.
loop
()

```

## Проекты использующие Medusa
- Zope — компонент ZServer основан на ядре Medusa